# Wilhelm Niebour
Johann Georg Friedrich Wilhelm Niebour (* 2. Oktober 1813 in Hannover; † 31. Dezember 1895 in Bremen) war ein deutscher Oberst, sowie als Politiker Mitglied des oldenburgischen Landtags.

## Leben
Niebour wurde als ältester Sohn des späteren Steuerdirektors Johann Conrad Niebour (1786–1849) und dessen Ehefrau Christiane Ernestine Wilhelmine geb. Heyn (1792–1873) in Hannover geboren. Die Familie lebte in Oldenburg, wo der Vater ab 1811 in der Steuerverwaltung tätig war und bei der Hofkammer bis zum Steuerdirektor aufstieg. Im Nebenberuf war er als Landwirt tätig. Niebour und seine neun Geschwister wuchsen auf dem Gut des Vaters Mansholt bei Wiefelstede auf. Er wurde durch Hauslehrer unterrichtet und trat mit vierzehn Jahren 1828 in den oldenburgischen Militärdienst ein. 1833 wurde er zum Leutnant befördert und trat im gleichen Jahr in die Preußische Kriegsakademie ein, die er bis 1836 besuchte. 1839 erhielt er an der Militär-Lithographieschule in Paris eine kurze Ausbildung im Gravieren und Lithographieren von Landkarten. 1840 kehrte er als Adjutant bei der Oldenburgischen Infanterie nach Oldenburg zurück und unterrichtete gleichzeitig an der dortigen Militärschule. 1841 wurde er zum Oberleutnant und 1846 zum Hauptmann befördert. 1848 nahm er als Kompaniechef im oldenburgischen Kontingent Feldzug gegen Dänemark während der Schleswig-Holsteinischen Erhebung teil. 1849 folgte die Versetzung aus persönlich-familiären Gründen zum 5. (leichten) Bataillon in das zu Oldenburg gehörende Fürstentum Birkenfeld. Im Herbst 1854 kehrte er wieder nach Oldenburg zurück.
Niebour vertrat liberal-freisinnige Ansichten und begann zum Beginn der 1840er Jahre sich an den noch am Anfang stehenden politischen Bewegungen im öffentlichen Leben Oldenburgs zu beteiligen. Von 1850 bis 1854 gehörte er dem oldenburgischen Landtag an, dessen Vizepräsident er von 1850 bis 1851 war. Ebenso wie sein jüngerer Bruder August Niebour (1821–1890) war er Mitglied der linksliberalen Opposition. Als er sich aufgrund seiner politischen Haltung bei Beförderungen übergangen fühlte, bat er am 17. April 1858 um seine Entlassung aus dem oldenburgischen Militärdienst, um als Major in bremische Dienste zu treten. 1861 wurde er zum Oberstleutnant befördert und nahm als Kommandeur des Bremischen Kontingents am Deutschen Krieg teil. Wegen eines Sturzes vom Pferd musste er jedoch vorzeitig sein Kommando abgeben und wurde am 27. September 1867 mit dem Charakter eines Obersten in den Ruhestand verabschiedet.
In den folgenden Jahren widmete er sich intensiv der Gründung und dem Aufbau zahlreicher Volks und Schulbibliotheken und verfolgte seine liberalen Ideen zur Volksbildung. Bereits 1845 hatte er in Oldenburg den Vereins zur Förderung der Volksbildung mitgegründet und war in dessen Vorstand aktiv. Ziel seiner Tätigkeit war, in Anlehnung an die Tradition der Aufklärung, dem einfachen Volk durch Vermittlung von Bildung den sozialen Aufstieg zu ermöglichen.

## Familie
Niebour heiratete am 20. April 1841 Charlotte Johanne Caroline geb. Starklof (* 1821), die Tochter des oldenburgischen Schriftstellers und Kabinettssekretärs Ludwig Starklof (1789–1850) und der Elisabeth Dorothea geb. Römeling (1793–1854). Da seine Frau wegen einer Geisteskrankheit ab 1858 in eine Anstalt eingewiesen werden musste, versuchte Niebour ab 1859 beim Bremer Senat die Einwilligung zur Ehescheidung mittels Episkopatsrecht zu erwirken, doch lehnte dieser den Antrag ab.

## Auszeichnungen
- Oldenburgischer Haus- und Verdienstorden des Herzogs Peter Friedrich Ludwig, Ritterkreuz I. Klasse mit Schwertern (23. September 1858)[1]
- Guelphen-Orden, Ritter (1858)[2]
- Königlicher Kronen-Orden (Preußen), 3. Klasse mit Schwertern (1866)[3]

## Werke
- Karte von Hannover, Oldenburg, Braunschweig und Schaumburg-Lippe als Steuer-Verein mit Rücksicht auf den Deutschen Zollverein. Oldenburg. 1839.
- Die Stadt Oldenburg mit den Vorstädten. Entwurf von A. von Hirschfeld. Kupferstich. Oldenburg. 1840.
- Historische Karte der Grafschaften Oldenburg und Delmenhorst, auch Karte der Wesermündungen ums Jahr 1511. Nach Angaben von O. Lasius u. A. entworfen und gestochen. (Mit den Plänen von Oldenburg und Jever als Festungen). Oldenburg. 1842.
- Offenes Sendschreiben an Herrn Chr. Lahusen. Bremen. 1868.